# Cupido (busmaatschappij)
Cupido is een garagebedrijf op het Waddeneiland Terschelling in de Nederlandse provincie Friesland dat van 1912 tot 1969 het openbaar vervoer aldaar verzorgde. Het vervoer werd in 1969 overgenomen door de NOF en per 1 april 1971 FRAM. Het garagebedrijf bestaat nog steeds.

## Oprichting
In 1912 nam Aike Cupido (1884 - 1968) van zijn werkgever de omnibusdienst over op Terschelling. De omnibusdienst kwam in dienst nadat de veerbootmaatschappij 'Alkmaar Packet' in 1910 startte met een dagelijkse verbinding tussen Terschelling en Harlingen en wel onder de naam Terschelling Tramdienst. De overgenomen omnibus was een succes en in 1914 werd een tweede omnibus aangekocht. In 1914 werden zo bijna 6000 personen vervoerd. In 1922 werd de dienst gemotoriseerd en werd de naam gewijzigd in Autodienst Cupido. In 1925 kwam er concurrentie toen ene Huizinga uit Midsland een busdienst startte. In 1928 werd deze busdienst overgenomen door Cupido. Door het opkomende toerisme en stijgende verplaatsingsbehoeften van eilandbewoners nam het aantal reizigers gestaag toe.

## Einde
Aan het einde van 1957 ging de oprichter van het bedrijf, Aike Cupido, definitief met pensioen. In 1969 werd het bedrijf overgenomen door NS-dochter NOF te Dokkum, die twee jaar later werd opgenomen in de FRAM.

## Dienstuitvoering
In 1931 werden in de zomer vijf retourritten van Oost naar West-Terschelling uitgevoerd. Op zondagen was er een rit extra.

## Materieel
Het wagenpark bestond aanvankelijk uit een omnibus, later met een tweede exemplaar. In de jaren 20 werden de eerste autobussen aangeschaft. Later werd het wagenpark gestaag uitgebreid, voornamelijk met tweedehands bussen. 
- 1: 1922, T-Ford met opbouw van de Alkmaarse fabriek Jac. Met. Uit dienst 1930
- 2: 1923, T-Ford met opbouw van de Alkmaarse fabriek Jac. Met.
- 3: 1927, T-Ford met opbouw van Goliath/Het Gepantserde Wiel Dordrecht. Uit dienst 1933.
- 4: 1925, T-Ford met opbouw van Goliath/Het Gepantserde Wiel Dordrecht (in 1928 overgenomen van Huizinga). Uit dienst 1934.
- 6: 1928, Chevrolet met opbouw van Ypma. Afvoer 1940.
- 1: 1930, GMC met opbouw van Hainje. 18 zitplaatsen. Gevorderd in 1944 en overgebracht naar Bennebroek.
- 8: 1932, Ford met opbouw van Hainje. 17 zitplaatsen. Gevorderd in 1944 en overgebracht naar Leeuwarden.
- ?: 1932, Ford met opbouw van Ypma. 18 zitplaatsen. Afvoer 1940.
- 4: 1929, Beers tramcoach, tweedehands in 1936 overgenomen, mogelijk van de EDS. Bijnamen 'Tram' en 'Snijkoek'. 26 zitplaatsen. Uit dienst in 1955.
- ?: ?, voormalige Duitse ambulance, in dienst in 1945, uit dienst in 1947.
- 5: 1934, Fordson, opgeknapt door Hoogeveen, in dienst sinds 1945. Uit dienst in 1958. Daarna in 1960 nog kort gebruikt.
- 3: 1937, Ford met opbouw van Hainje uit 1937. In dienst sinds 1946, verkocht in 1947.
- 1: 1947, Ford met opbouw van Wayne. Amerikaanse schoolbus. 26 zitplaatsen. Uit dienst in 1955 na een aanrijding.
- 2: 1947, Ford met opbouw van Wayne. Amerikaanse schoolbus. 26 zitplaatsen. Uit dienst in 1959.
- 6: 1947, Ford/Hoogeveen. 26 zitplaatsen. Overgenomen van GEVU (50) in 1955. Uit dienst in 1961
- 7: 1947, Ford/Hoogeveen. 26 zitplaatsen. Overgenomen van GEVU (46) in 1955. Naar een ijsclub.
- 8: 1947, Ford/Hoogeveen. 26 zitplaatsen. Overgenomen van GEVU (54) in 1955. Sinds 1958 plukbus. Naar een ijsclub.
- 9: 1947, Ford/Hoogeveen. 26 zitplaatsen. Overgenomen van GEVU (42) in 1955. Plukbus tot 1958, daarna in dienst.
- 3: 1947, Leyland met opbouw van Verheul. 35 zitplaatsen. Overgenomen van Maarse & Kroon (ex 76)
- 4: 1947, Leyland met opbouw van Verheul. 35 zitplaatsen. Overgenomen van Maarse & Kroon (ex 77)
- 12: 1947, Leyland met opbouw van Verheul. 35 zitplaatsen. Overgenomen van Maarse & Kroon in 1960 (ex 78)
- 10: 1947, Leyland met opbouw van Verheul. 35 zitplaatsen. Overgenomen van Maarse & Kroon in 1961 (ex 79)
- 11: 1947, Leyland met opbouw van Verheul. 35 zitplaatsen. Overgenomen van Maarse & Kroon in 1961 (ex 80)